# Сатиївська сільська рада
Сати́ївська сільська́ ра́да — колишній орган місцевого самоврядування в Дубенському районі Рівненської області. Адміністративний центр — село Сатиїв.

## Загальні відомості
- Сатиївська сільська рада утворена в 1940 році.
- Територія ради: 66,598 км²
- Населення ради: 1 829 осіб (станом на 2001 рік)
- Територією ради протікає річка Стубелка.

## Населені пункти
Сільській раді підпорядковані населені пункти:
- с. Сатиїв
- с. Дядьковичі
- с. Жорнів
- с. Маяки
- с. Олибів

## Склад ради
Рада складається з 16 депутатів та голови.
- Голова ради: Крупко Лариса Миколаївна
- Секретар ради: Бугайчук Тамара Михайлівна

### Керівний склад попередніх скликань
| Прізвище, ім'я, по батькові   | Основні відомості                                                                     | Дата обрання | Дата звільнення |
| ----------------------------- | ------------------------------------------------------------------------------------- | ------------ | --------------- |
| Базарін Олександр Миколайович | Сільський голова, 1956 року народження, член Всеукраїнського об'єднання «Батьківщина» | 26.03.2006   | 31.10.2010      |
| Крупко Лариса Миколаївна      | Сільський голова, 1968 року народження, освіта середня спеціальна, позапартійна       | 31.10.2010   |                 |

Примітка: таблиця складена за даними сайту Верховної Ради України